# Замок Лохмоу

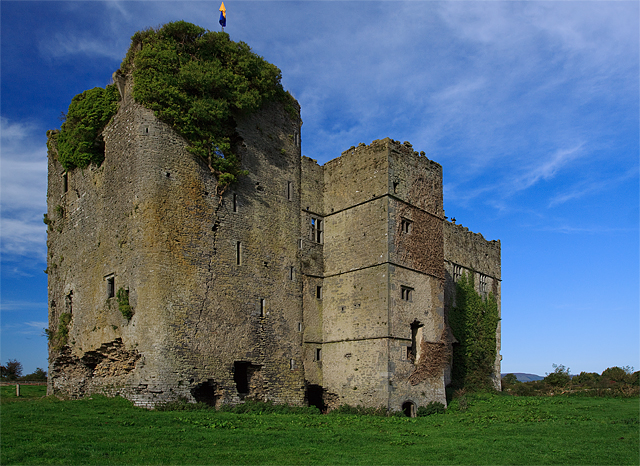
Замок Лохмоу. Вид зі сторони католицької церкви.

Замок Лохмоу (англ. Loughmoe Castle, ірл. Caisláin Luach Magh) — замок Луах Маг, замок Долини Винагороди, замок Ламо — один із замків Ірландії розташований в графстві Тіпперері, в селищі Лохмоу (Ламо), біля селища Темплмор. Замок колись був власністю аристократичної родини Перселл і був побудований засновником цього аристократичного роду — роду баронів Лохмоу (Ламо). Історично землі замку Лохмоу належали до баронства Еліогарті.

## Історія замку Лохмоу
Назва Лух Маг з ірландської перекладається як «Долина Винагороди». Але внаслідок помилки англійських картографів назва була записана як Лохмор, що перекладається з ірландської як «Велике Озеро».
Будівництво замку Луах Маг почалося в 1328 році, коли Річард Перселл отримав титул барона Луах Маг від першого графа Ормонд. Але цей титул не був визнаний короною Англії. Найдавніша частина замку, що збереглася до нашого часу була побудована в XV—XVI століттях і являє собою чотириповерхову вежу. Потім родина Перселл неодноразово добудовувала замок в XVII столітті. Титул баронів Лохмоу підтвердив у 1690 році король Джеймс ІІ, коли він був уже скинутий з трону і вів війну. Родина Перселл жила в цьому замку до 1760 року. Ірландський історик Дувалтах Мак Фірбісіг писав, що аристократи Перселл ведуть свій рід від імператора Карла Великого, що, звісно, сумнівно.
Замок можна побачити з залізничної лінії Дублін-Корк між залізничними станціями Темплмор та Терлес. Якщо хтось приїде через село Лафмор з дороги N62, замок знаходиться з правої сторони біля залізничного мосту через річку Сур.
Є численні легенди про замок Лохмоу. Згідно однієї з легенд, в замку, що стояв на цьому місці жив колись король одного з королівств Ірландії. Він запропонував руку своєї дочки тому, хто міг звільнити би ці землі від гігантського кабана, що тероризував околиці, псував урожай. Юнак Перселл убив кабана луком та стрілою і отримав винагороду для себе та нащадків, а землі навколо замку стали називатися «Долина Винагороди». Легенда відображена в гербі сімейства Перселл, де зображені голови чотирьох кабанів. Але це легенда, за якою немає ніяких історичних фактів.
Найперші згадки про Перселлів — майбутніх володарів замку Лохмоу датуються 1035 роком. Тоді Х'ю Понсель володів землями Монмарні — на кордонах Пікардії і біля абатства Емерл. Спадукоємцем сера Х'ю Понселя був Діно Перселл, що приблизно в 1120 році отримав грамоту на володіння маєтком Каттешул, графство Суррей (Англія), від короля Генріха І. Каттешул — це маєток і землі на північний схід від селища Годалмінг (Суррей). Він одружився з донькою Найджела де Брока — знаменитого юриста того часу. У 1129—1130 роках його старший син Джеффрі втрішив стати монахом. Син Діно — Рануфл Перселл прийняв ім'я матері — де Бро, і був причетний до вбивства Томаса Бекета. У 1171 році Х'ю Перселл брав участь в англо-норманському завоюванні Ірландії. До аристократів Перселл, що володіли землями Лохмоу належали:
- Річард Перселл — І барон Ламо (з 1328 р.)
- Філіп Перселл з Ламо
- Джеффрі Рот Перселл з Ламмо (з 1397 р.)
- Томас Перселл з Ламо (з 1430 р.)
- Пітер Перселл з Ламо — 13 серпня 1461 року він отримав грамоти і титули від короля Англії Едварда IV.
- Джеймс Перселл з Ламо (з 1456 р.) — згадується в поемах та легендах того часу як ворог ірландського клану О'Кеннеді.
- Джон Перселл з Ламо (з 1466 р.)
- Томас Перселл з Ламо (з 1518 р.)
- Патрік Перселл з Ламо (з 1534 р.)
- Томас Перселл з Ламо (близько 1538 р. — 3 серпня 1607 р.) — одружений з Джоанною Фіцпатрик (березень 1542—1611 р.)
- Ральф Перселл з Ламмо, помер не лишивши нащадків, успадкував йому брат.
- Річард Перселл з Ламмо (з 15 вересня 1624 р.) — одружився з Марією Планкет з Кілхайра. У 1607 році Річард потрапив під суд і був визнаний винним у вбивстві свого брата Адама Тобіна, що був останнім Верховним шерифом графства Тіпперері в 1606 році. Річард був батьком Теобальда Перселла (нар. 1595 р.)
- Теобальд Перселл — депутат парламенту 1634 року від Тіпперері, відомий як «ірландський папіст». Теобальд або Тиббот взяв участь у повстанні 1641 р. за незалежність Ірландії.
- Джеймс Перселл з Ламмо, (нар. 1609, помер 13 вересня 1652 р.) — одружився з Елізабет Батлер.
- Майкл Перселл з Ламмо (нар. вересень 1652 р. — 4 березня 1722 р.)